# Ibráhím gaznavida szultán
Abu l-Muzaffar Ibráhím ibn Maszúd al-Gaznavi (arab írással أبو المظفر ابراهيم بن مسعود الغزنوي, tudományos átiratban Abū l-Muẓaffar Ibrāhīm ibn Masʿūd al-Ġaznawī), uralkodói nevén Zahír ad-Daula (arabul ظهير الدولة, átiratban Ẓahīr ad-Dawla) és Radi ad-Dín (رضي الدين, Raḍī ad-Dīn; 1032 k. – Gazni, 1099. augusztus 25.) a leghosszabb ideig regnáló gaznavida szultán volt (uralkodott 1059. április 6-tól haláláig). Korának legtekintélyesebb uralkodói közé tartozott, uralkodása jelentette az Afganisztán déli részére és a keletebbi területekre visszaszorult birodalom második fénykorát. I. Maszúd szultán negyedik fiaként jutott hatalomra bátyja, Farruhzád halálát követően.

## Külpolitika
Trónra kerülve rövidesen békét kötött a Csagri bég vezette szeldzsukokkal, lezárva a mintegy negyedszázada tartó háborúskodást. Ezzel stabilizálódott a dinasztia uralma a mai Afganisztán déli része, valamint Pakisztán zöme felett. Ibráhím hosszú uralkodása alatt csak egy alkalommal tett próbát a nagyapja, Mahmúd szultán által korábban meghódított területek egy részének visszaszerzésérel: Maliksáh nagyszeldzsuk szultán és nagybátyja, Kávurd trónviszályakor az észak-afganisztáni Baglán környékére tört, de a helyi szeldzsuk parancsnok legyőzte 1073-ban. Sem ezelőtt, sem ezután nincsenek hitelt érdemlő információk a gaznavida és a szeldzsuk szultánok ellenségeskedéséről. A barátságos viszonyt megerősítette, hogy Ibráhím 1064-ben Alp Arszlán fiához, Arszlánsáhhoz adta feleségül egy lányát, és később örököse, Maszúd, Maliksáh lányát (Mahd al-Irák Dzsauhar Hátúnt) vehette feleségül. A későbbi források szerint a szeldzsuk uralkodók nagy tiszteletben részesítették őt.
A pandzsábi Lahorból kiindulva Ibráhím idején is folytatódtak a hinduk lakta indiai területek elleni fosztogató, rabló hadjáratok, amelyekről azonban a források szűkszavúsága miatt kevés részletes információval rendelkezünk. Egyetlen pontosan azonosítható célpontja a mai Pákpattan (korabeli nevén Adzsúdhan) volt. Egy alkalommal a Gúr hegyvidékén regnáló Sanszabáni-család (a későbbi Gúridák ősei) viszályaiba is beavatkozott annak tagjai kérésére, és Abbász ibn Síszt megbuktatva annak fiát, Muhammadot helyezte hatalomra, egyúttal helyreállítva a terület elmúlt évtizedekben elvesztett vazallus státuszát.

## Belpolitika
Ibráhímot a későbbi szerzők mélyen vallásos, a szegény alattvalókkal törődő, bölcs és igazságos uralkodóként ábrázolták, aki sokat tett birodalma újjáépítéséért az 1050-es évek zűrzavarai nyomán. Ennek ellentmondani látszanak a később eltörölt, igazságtalan adóira vonatkozó információk. Hadserege és pompás udvartartása fenntartása nyilván szükségessé tette a lakosság komolyabb megadóztatását is a jelentős hadizsákmány mellett. Abban, hogy uralma stabil maradt és birodalma prosperált, minden bizonnyal nagy szerepe volt a később fiát is szolgáló főminiszterének, az uralkodása utolsó 22 évében vezíri címet viselő Abd al-Hamíd ibn Ahmad Sírázinak.
Hatalmas bevételeiből Ibráhím szultán bőkezűen pártolta a kultúrát: számos költő fordult meg az udvarában és élvezte a támogatását (közülük Maszúd ibn Szaad ibn Szalmán, Abu l-Faradzs Rúni, Uszmán Muhtári és Szanái a legkiemelkedőbb), és bizonyára építkezéseket is végbevitt, még ha erről nem is tudósítanak részletesen a források. Állítólag a szultán maga is írt egy könyvet az államvezetésről Dasztúr al-vuzará (A vezírek segítője) címmel, ami feltehetően aforizmagyűjtemény lehetett.